# Naissance en 880
Naissance
- 876
- 877
- 878
- 879
- 880
- 881
- 882
- 883
- 884

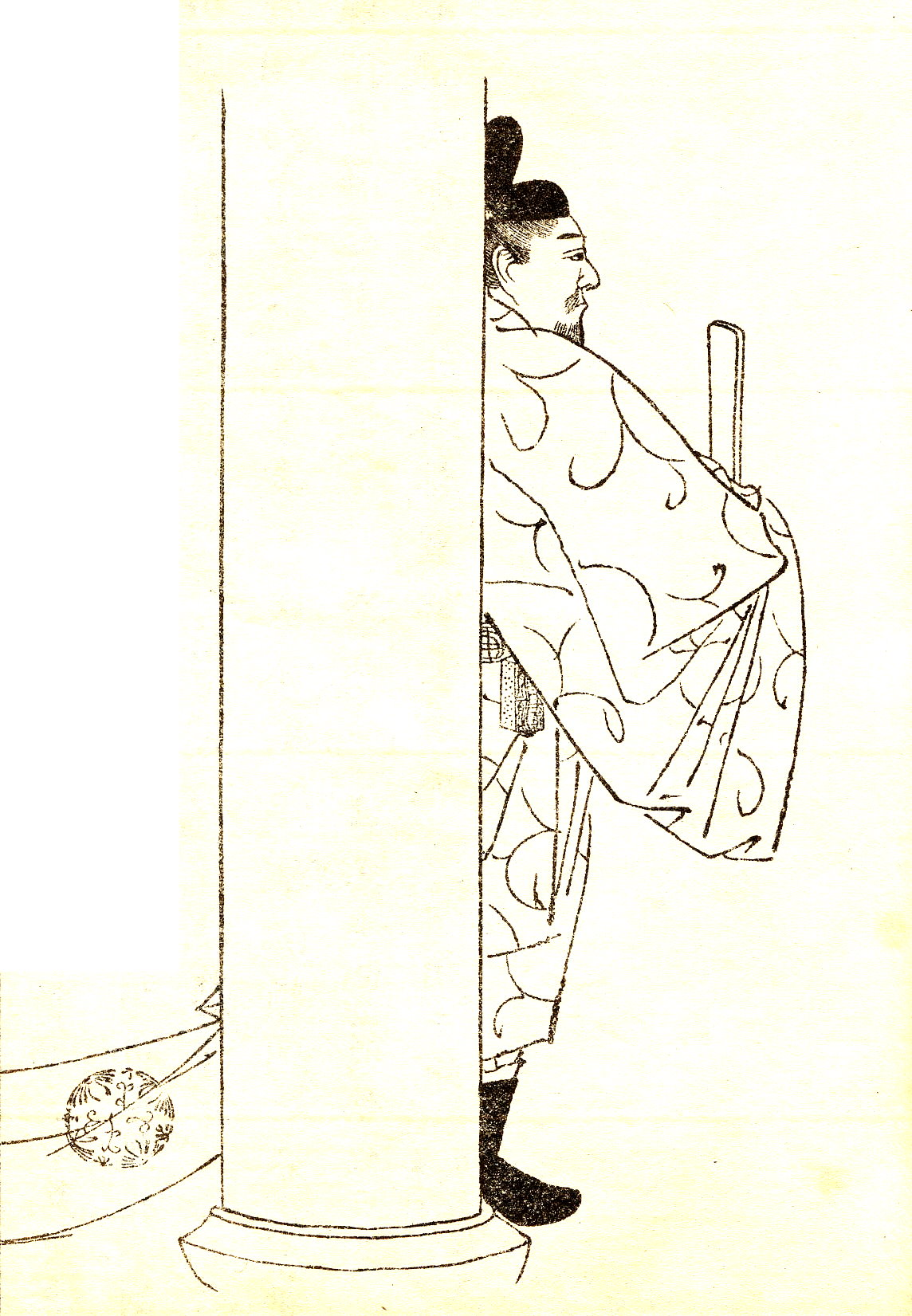
Fujiwara no Tadahira né en 880.

Cette page dresse une liste de personnalités nées au cours de l'année 880 :
- Abas d'Arménie, roi d'Arménie
- Adalgiso (it), comte de Plaisance.
- Minamoto no Hitoshi, poète et bureaucrate japonais du milieu de l'époque de Heian.
- Fujiwara no Tadahira, membre du clan Fujiwara et l'un des régents Fujiwara. Il exerce la régence de l'empereur Suzaku et gouverne donc de 930 à 946.
- Vaṭeśvara (en), mathématicien indien.

date incertaine
- en 879-880 :
  - Gagik Ier de Vaspourakan, prince puis roi de Vaspourakan.

- vers 880 :
  - Docibilis II, duc de Gaète.
  - Hugues d'Arles, roi d'Italie.
  - Emma de Barcelone (es), religieuse espagnole.
  - Lambert de Spolète, roi d'Italie, empereur d'Occident sous le nom de Lambert de Spolète, puis duc de Spolète.
  - Béatrice de Vermandois, marquise de Neustrie puis reine des Francs.
  - Herbert II de Vermandois, comte de Vermandois, de Soissons et de Meaux.
  - Hywel le Bon, roi de Deheubarth.
  - Bernard le Danois, noble normand.

## Crédit d'auteurs
- Cet article est partiellement ou en totalité issu de l'article intitulé « 880 » (voir la liste des auteurs).